# Dòng Anh Em Giảng Thuyết
Dòng Anh Em Giảng Thuyết (hay còn gọi là Dòng Anh Em Thuyết Giáo, Dòng Đa Minh, Dòng Kẻ Giảng; tiếng Latinh: Ordo Prædicatorum, viết tắt là O.P.) là một dòng tu hành khất trực thuộc Giáo hoàng trong Giáo hội Công giáo. Dòng được sáng lập bởi một linh mục người Castilla tên là Dominicus thành Osma và được Giáo hoàng Honorius III châu phê thành lập vào ngày 22 tháng 12 năm 1216 thông qua tông sắc Religiosam vitam. Các tu sĩ của dòng tu này thường thêm hai chữ O.P. (viết tắt của cụm từ Ordinis Prædicatorum, n.đ. 'thuộc dòng Anh Em Giảng Thuyết') vào phía sau tên của mình. Thành phần của dòng bao gồm tu sĩ, nữ đan sĩ, nữ tu hoạt động và giáo dân Đa Minh (xưa gọi là Dòng Ba Đa Minh).

## Hình thành

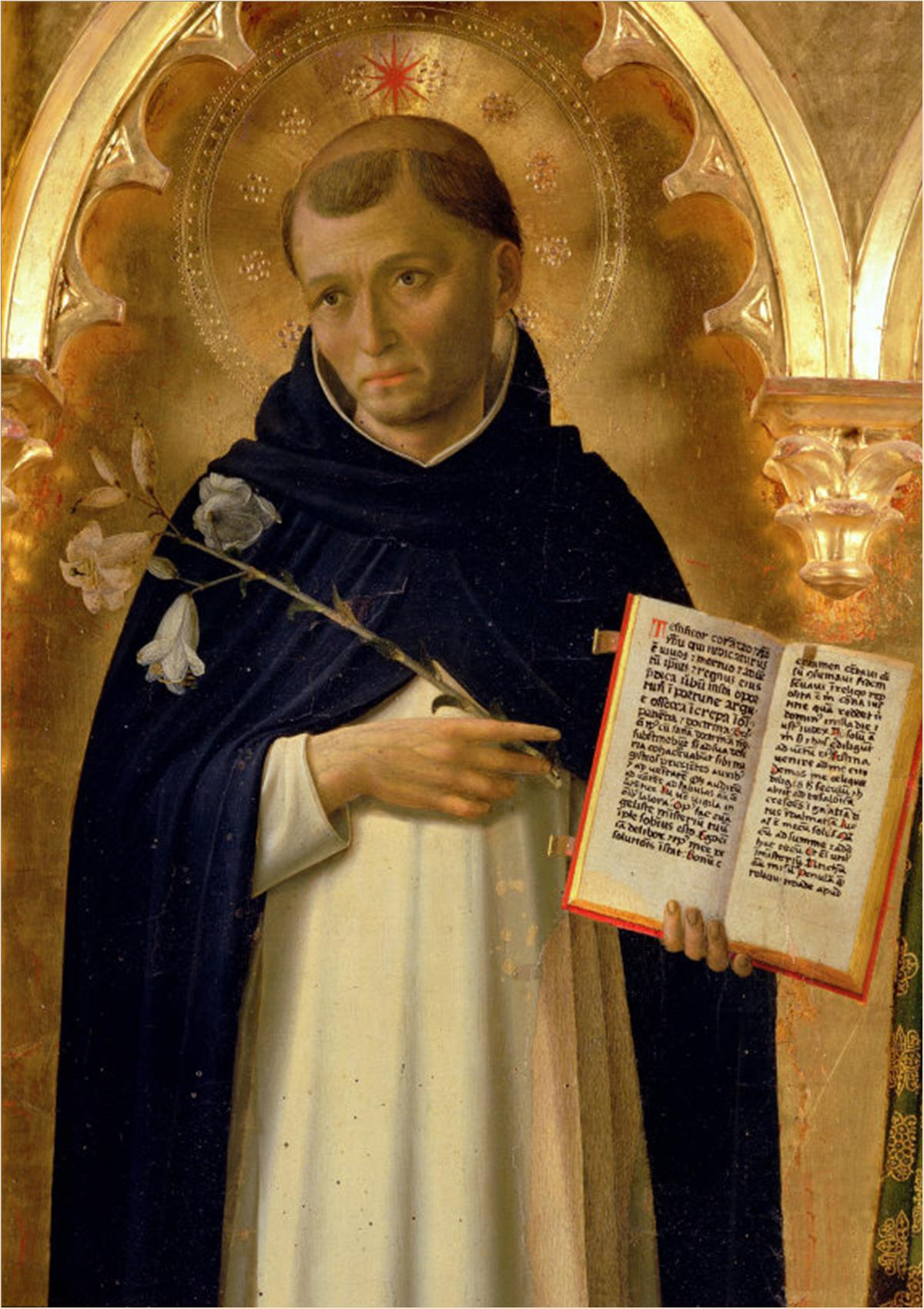
Thánh Dominicus, trong bức trang trí bàn thờ Perugia Altarpiece của Fra Angelico, Galleria Nazionale dell'Umbria, Perugia.

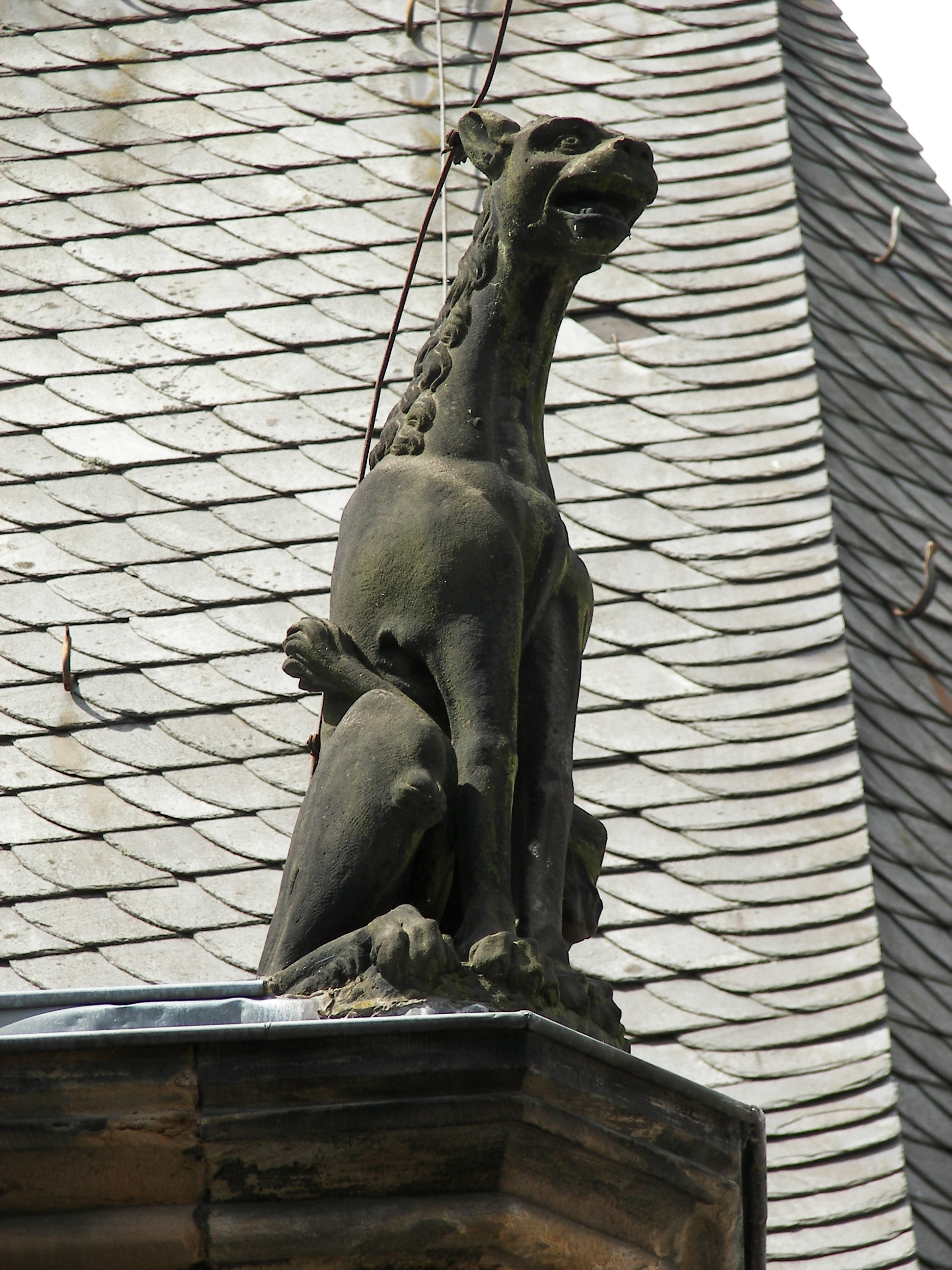
Hình tượng domini canes ('chó săn của Đức Chúa') từ thời Tòa thẩm giáo Trung Cổ, thế kỷ 13, tọa lạc tại một tu viện dòng Đa Minh cũ (trước cuộc cải cách Kháng Nghị), nay là tòa nhà Alte Universität, Đại học Marburg, Đức.

Ngày 22 tháng 12 năm 1216, Dòng Anh Em Giảng Thuyết được Tòa Thánh phê chuẩn với mục đích nhằm quy tụ một số linh mục chuyên trách: rao giảng "Lời Chúa", một công việc trước đó thuộc quyền Giám mục.
Sau này tinh thần đó được mở rộng và được nhiều thành phần dân Chúa tham gia làm thành đại gia đình Đa Minh.

### Châm ngôn
Chiêm niệm và truyền thông chân lý

### Mục đích
Rao giảng Tin mừng khắp thế giới

### Linh đạo
Nói với Chúa và nói về Chúa

## Tầm hoạt động
Hiện nay dòng có mặt trên 62 quốc gia trên thế giới, gồm 5.955 linh mục và tu sĩ, 2.773 nữ đan sĩ, 32.500 nữ tu, 150.000 giáo dân (thuộc Huynh đoàn giáo dân Đaminh).

### Dòng Anh Em Giảng Thuyết tại Việt Nam
Năm 1550, vì những đòi hỏi rất cấp bách tại Việt Nam: số tín hữu tân tòng tiếp tục gia tăng, Giám mục Phanxicô Pallu đã gửi lời mời đến Linh mục Giám Tỉnh Dòng Anh Em Thuyết Giáo Felipe Pardo, O.P. từ Manila. Tỉnh Dòng Rất Thánh Mân Côi, thuộc dòng Đa Minh, đã phái hai Linh mục Juan de Santa Cruz và Juan Arjona đến hoạt động chung với Hội Thừa Sai Paris .
Năm 1659, Giáo hoàng Alexanđê VII đã ban sắc lệnh thành lập hai Giáo phận đầu tiên: Đàng Trong và Đàng Ngoài
Năm 1679, Giáo hoàng Innôcentê XI chia lại Giáo phận Đàng Ngoài thành hai miền: Tây Đàng Ngoài (từ sông Hồng Hà tới ranh giới Ai Lao) trao cho Hội Thừa Sai Paris dưới quyền quản nhiệm Giám mục De Bourges, và Đông Đàng Ngoài (từ tả ngạn sông Hồng Hà chạy ra biển): lúc ban đầu cũng do Giám mục Deydier của Hội Thừa Sai Paris phụ trách .
Năm 1693 Giám mục Deydier qua đời, Giám mục De Bourges xin Tòa Thánh trao giáo phận này cho Dòng Thánh Đa Minh Từ Nhà Tổng Quyền Santa Sabina (tại Roma) linh mục Raimondo Lezoli, O.P., được Thánh Bộ Truyền giáo đề cử sang giúp đỡ linh mục Juan de Santa Cruz đang ở Trung Linh, sau này Tòa Thánh yêu cầu ông chính thức lãnh trách nhiệm tất cả miền Đông .
Ngày 02 tháng 2 năm 1702 tại Kẻ Sặt linh mục Raimondo Lezoli được thụ phong Giám mục tiên khởi của Dòng Đa Minh tại Đàng Ngoài.
Ngày 18 tháng 3 năm 1967, tức 291 năm sau (1676-1967), Linh mục Bề Trên Tổng Quyền Aniceto Fernandez tuyên bố: đã tới thời gian tách rời Việt Nam ra khỏi Philippines, và thành lập Tỉnh Dòng Anh Em Thuyết Giáo riêng biệt với danh hiệu Tỉnh Dòng Nữ Vương Các Thánh Tử Đạo .